# 英雄牧歌劇
英雄牧歌劇（えいゆうぼっかげき、Pastorale héroïque, パストラル・エロイク、パストラル・エロイック）とは、フランスのバロック・オペラの1ジャンル。
最初にこの名前を冠された作品はジャン＝バティスト・リュリのオペラ『アシスとガラテア』（1686年）だったが、パストラルなテーマの音楽作品はその前からフランスの舞台にあった。英雄牧歌劇は通常、パストラル詩に関連した古典的なテーマを描き、叙情悲劇が5幕であるのに対して、3幕ものだった。しかし音楽悲劇同様、寓意的なプロローグを持っていた。その後、ジャン＝フィリップ・ラモーが『ザイス』（1748年）や『ナイス』（1749年）といった英雄牧歌劇を書いた。